# Condado de Rockwall
O Condado de Rockwall (em inglês:  Rockwall County) é um dos 254 condados do estado norte-americano do Texas. A sede e maior cidade do condado é Rockwall. Foi criado em 1837.
O condado possui uma área de 385 km², dos quais 56 km² estão cobertos por água, uma população de 78 337 habitantes, e uma densidade populacional de 238 hab/km² (segundo o censo nacional de 2010). É o sexto condado que, em 10 anos, teve o maior crescimento populacional dos Estados Unidos, com um aumento de 81,8%.